# Wolpi-dong
Wolpi-dong (koreanska: 월피동) är en stadsdel i staden Ansan i provinsen Gyeonggi i den nordvästra delen av Sydkorea,  27 km söder om huvudstaden Seoul. Den ligger i stadsdistriktet Sangnok-gu.